# Sainte-Luce, Martinique
Sainte-Luce är en ort och kommun i Martinique. Den ligger i den södra delen av Martinique, 23 km sydost om huvudstaden Fort-de-France.